# Réjean Thomas
Pour les articles homonymes, voir Réjean Thomas (homonymie) et Thomas.
 (mars 2022).
Si vous disposez d'ouvrages ou d'articles de référence ou si vous connaissez des sites web de qualité traitant du thème abordé ici, merci de compléter l'article en donnant les références utiles à sa vérifiabilité et en les liant à la section « Notes et références ».
Réjean Thomas, C.M., C.Q., O.N.-B, MD, LMCC, DHC,  né à Tracadie au Nouveau-Brunswick en 1955, est un médecin canadien. Il est surtout connu pour son engagement envers les personnes atteintes du SIDA. Il est le fondateur de Médecins du monde Canada, dont il a été président, et fondateur de la clinique médicale L'Actuel à Montréal qui est un Centre de santé sexuelle.

## Biographie
Il commence ses études à l’université de Moncton où il obtient un diplôme en sciences de la santé (1974). Il poursuit ensuite ses études à l’Université Laval à Québec, où il poursuit un baccalauréat en sciences de la santé jusqu'en 1977, puis un doctorat en médecine en 1978. En 1979, il reçoit sa licence de la Corporation professionnelle des médecins du Québec. En 1993, il complète un certificat en philosophie de l’Université de Montréal.
Il pratique la médecine à Rimouski et à Montréal de 1979 à 1984. En collaboration avec trois autres médecins il fonde en 1984 la clinique L'Annexe qui va devenir en 1987 L’actuel. En 2017, ce centre jouit d'une renommée internationale pour la détection des infections sexuellement transmissibles (abrégé au Québec par ITSS : infections transmissibles sexuellement et par le sang). Spécialisée dans les tests de dépistage, cette clinique regroupe 23 médecins et une quinzaine d'employé(e)s. Le Dr Réjean Thomas en est le président et pratique aussi des consultations en tant que médecin clinicien. Après avoir été défait aux élections en 1994 comme candidat du Parti québécois, il est nommé conseiller spécial à l’action humanitaire internationale du Québec, le 20 octobre 1994. Par la suite, il est régulièrement sollicité par les principaux partis politiques au Québec, mais il ne s'engagera plus en politique active. Par exemple, lors des élections générales du Québec en 2007, il a été invité à se présenter comme candidat du Parti québécois par son chef André Boisclair. 
Par ailleurs, depuis janvier 1996, il est conseiller médical au CHUM, et membre associé au Centre sur le Sida de l’Université McGill. Durant cette même année il fonde le bureau québécois de Médecins du monde et sera le premier président de Médecins du Monde Canada, poste qu'il occupe jusqu'en 2007. 
Au cours de sa carrière, Réjean Thomas a participé à de nombreuses missions humanitaires. 
Pour sensibiliser la population au thème des ITSS, il a dû surmonter plusieurs préjugés contre les homosexuels et les toxicomanes, personnes théoriquement plus susceptibles d'acquérir le SIDA. Il est un artisan de la prévention, de la recherche et de l'aide à la qualité de vie des malades.
À l'automne 2008, le journaliste Luc Boulanger a écrit un livre sur le parcours de Réjean Thomas, Médecin de cœur, homme d'action.

## Prix et hommages
- 1992 - Prix Hommage et Reconnaissance des médecins de cœur et d’action.
- 1993 - Tahani Rached rendra hommage au docteur Thomas ainsi qu'aux autres fondateurs de l’Actuel en réalisant le film Médecins de cœur.
- 1994 - Prix d’excellence de la Régie régionale de la santé et des services sociaux de la Montérégie.
- 2001 - Doctorat honorifique de l'université de Moncton.
- 2004 - Chevalier de l’Ordre de la Pléiade par l’Assemblée parlementaire de la Francophonie.
- 2004 - Prix Hommage aux Héros de la Fondation Farha.
- 2004 - Nommé Personnalité de la semaine par le quotidien La Presse (semaine du 12 décembre 2004).
- 2004 - Nommé une des dix personnalités de l'année par les téléspectateurs du Téléjournal/Le Point de la Société Radio-Canada.
- 2005 - Médaille Gloire de l'Escolle.
- 2005 - Chevalier de l'Ordre national du Québec.
- 2006 - Prix de reconnaissance dans le cadre de la « Troisième conférence internationale de la CCAS sur le VIH et le Sida ».
- 2007 - « Les Héros 2006 », une des cinq personnalités canadiennes, sélectionnées par les lecteurs du Reader's Digest, pour sa contribution exceptionnelle dans le domaine de la santé, au Québec ou ailleurs dans le monde.
- 2008 - En reconnaissance de la contribution au succès économique de la province du Nouveau-Brunswick, le gouvernement de cette province a octroyé au Dr Réjean Thomas le titre officiel « d'ambassadeur du Nouveau-Brunswick ».
- 2009 - Ordre du Mérite des diplômés et diplômées de l'Université de Moncton décerné par l'Association des anciens, anciennes et amis de l'Université de Moncton (l'AAAUM).
- 2009 -  Le Dr Réjean Thomas a été nommé membre de l'Ordre du Canada, pour son dévouement et ses actions visant la prévention et le traitement des infections transmises sexuellement et du VIH-Sida.
- 2014 -  Doctorat honoris causa remis le 14 mai par l'Université de Montréal[1].
- 2015 - Membre de l'Ordre du Nouveau-Brunswick pour sa contribution exceptionnelle en tant que médecin, missionnaire, humanitaire et militant depuis près de trois décennies, notamment pour son soutien aux personnes ayant contracté des infections transmissibles sexuellement et pour le traitement de celles-ci.